# SN 2009bx
SN 2009bx – supernowa typu Ia odkryta 16 lutego 2009 roku w galaktyce A100910+0754. W momencie odkrycia miała maksymalną jasność 18,70m.